# مارسي ووكر
مارسي ووكر (بالإنجليزية: Marcy Walker)‏ هي ممثلة أمريكية، ولدت في 26 نوفمبر 1961 في الولايات المتحدة.

## أعمال

### مسلسلات
- سانتا باربرا

## وصلات خارجية
- مارسي ووكر على موقع IMDb (الإنجليزية)
- مارسي ووكر على موقع ألو سيني (الفرنسية)
- مارسي ووكر على موقع أول موفي (الإنجليزية)
- مارسي ووكر على موقع قاعدة بيانات الأفلام السويدية (السويدية)
- مارسي ووكر على موقع قاعدة بيانات الفيلم (الإنجليزية)
- مارسي ووكر على موقع كينوبويسك (الروسية)